# Magna laus est, si homo mansuetus homini est
Magna laus est, si homo mansuetus homini est (лат. изговор: магна лаус ест си хомо мансуетус хомини ест). Велика је похвала ако је човјек човјеку благ.(Сенека)

## Поријекло изреке
Ову изреку је изрекао почетком нове ере познати римски књижевник и филозоф Сенека.

## Тумачење
Лијепо је када је човјек пријатан према другом човјеку. Обојица се боље осјећају.